# Барон Норт

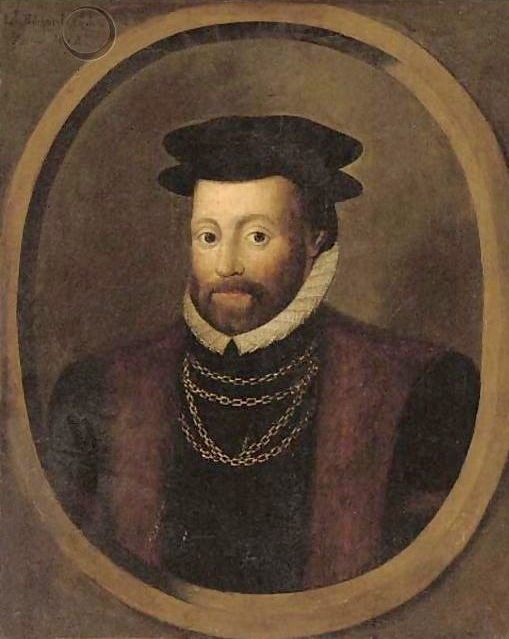
Эдвард Норт, 1-й барон Норт (ок. 1496—1564)

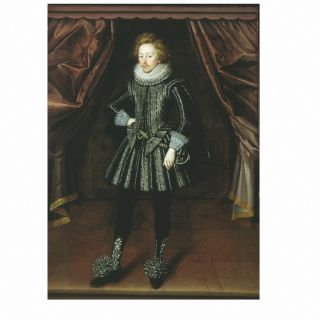
Дадли Норт, 3-й барон Норт (1581—1666)

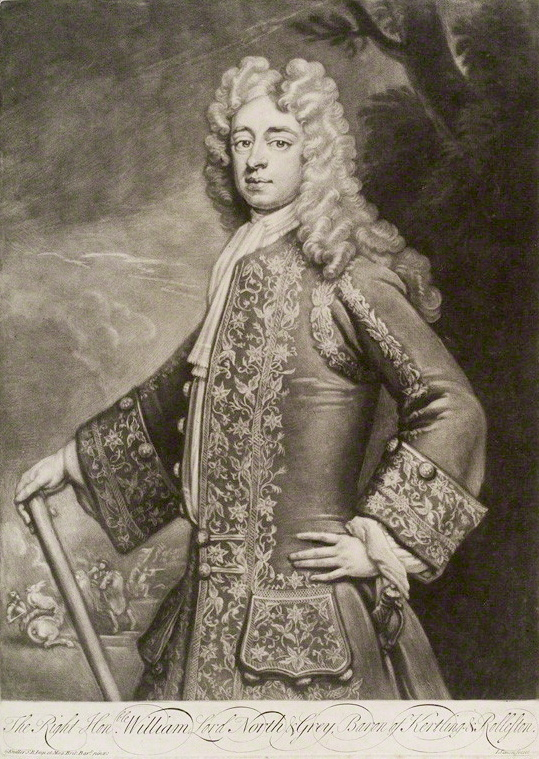
Уильям Норт, 6-й барон Норт, 2-й барон Грей (1678—1734)

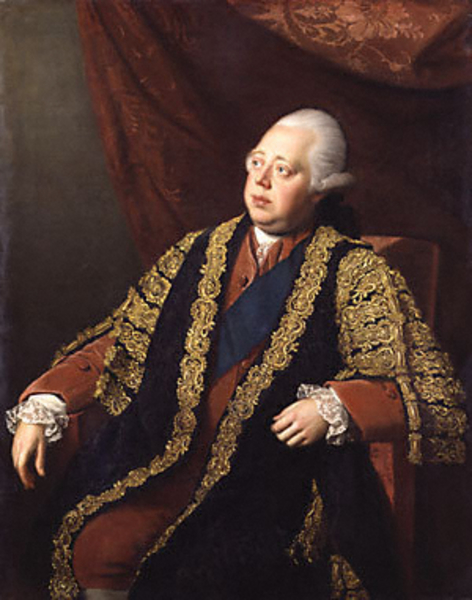
Фредерик Норт, 2-й граф Гилфорд, 4-й барон Гилфорд, 8-й барон Норт (1732—1792), 12-й премьер-министр Великобритании (1770—1782)

Барон Норт из Киртлинг Тауэр в графстве Кембриджшир — угасший дворянский титул в системе Пэрства Англии. Он был создан 17 января 1554 года для сэра Эдварда Норта (ок. 1496—1564). Самым известным представителем рода был Фредерик Норт, 2-й граф Гилфорд, 8-й барон Норт (1732—1792), 12-й премьер-министр Великобритании в 1770—1782 годах.

## История
Титул был создан 17 января 1554 года для известного политика и адвоката, сэра Эдварда Норта. Он получил право на передачу баронского титула по мужской и женской линиям. Он занимал должности парламентского секретаря (1531—1540) и лорда-лейтенанта Кембриджшира (1559—1564). Ему наследовал его сын, Роджер Норт, 2-й барон Норт (1530—1600). Он был английским послом во Франции, казначеем хаусхолда (1596—1600) и лордом-лейтенантом Кембриджшира (1569—1600). Его сменил его внук, Дадли Норт, 3-й барон Норт (1581—1666), сын сэра Джона Норта. Он занимал должность лорда-лейтенанта Кембриджшира (1640—1642). Ему наследовал его старший сын, Дадли Норт, 4-й барон Норт (1602—1677). Он заседал в Палате общин от Хоршема (1628—1629), Кембриджшира (1640—1648) и Кембриджа (1660). Его второй сын, достопочтенный en:Francis North, 1st Baron Guilfordсэр Фрэнсис Норт (1637—1685), в 1683 году получил титул барона Гилфорда.
В 1677 году Дадли Норту наследовал его старший сын, Чарльз Норт, 5-й барон Норт (1636—1691). Он женился на дочери 1-го барона Грея из Верка, а в 1673 году был возведен в звание пэра Англии как барон Грей из Роллстона в графстве Стаффордшир. Его сменил его сын, Уильям Норт, 6-й барон Норт (1678—1734). Он имел чин генерал-лейтенанта, занимал посты губернатора Портсмута (1712—1714) и лорда-лейтенанта Кембриджшира (1711—1715). 6 января 1722 года он стал якобитским пэром как «граф Норт». После смерти бездетного Уильяма Норта, 5-го барона Норта, титулы графа Норта и барона Грея из Роллстона угасли. Ему наследовал его двоюродный брат, Фрэнсис Норт, 3-й барон Гилфорд (1704—1790), который также стал 7-м бароном Нортом. Он заседал в Палате общин от Банбери (1727—1729) и занимал должность казначея королевы Шарлотты (1774—1790). В 1752 году для него был создан титул графа Гилфорда  в системе Пэрства Великобритании. Его сменил его сын от первого брака, Фредерик Норт, 2-й граф Гилфорд, 4-й барон Гилфорд и 8-й барон Норт (1732—1792). Он заседал в Палате общин от Банбери (1754—1790), занимал должности канцлера казначейства (1767—1782), первого лорда казначейства (1770—1782), министра внутренних дел (1783), лорда-лейтенанта Сомерсета (1774—1792), лорда-хранителя пяти портов (1778—1792) и премьер-министра Великобритании (1770—1782). Ему наследовал его старший сын, Джордж Норт, 3-й граф Гилфорд, 5-й барон Гилфорд и 9-й барон Норт (1757—1802). Он заседал в Палате общин от Харвича (1778—1784), Вуттон-Бассетта (1784—1790), Питерсфилда (1790) и Банбери (1790—1792). После смерти в 1802 года Джорджа Норта. не оставившего после себя сыновей, графский титул перешел к его младшему брату, Фрэнсису Норту, 4-му графу Гилфорду и 6-му барону Гилфорду (1761—1817), а титул барона Норта оказался бездействующим. На него претендовали три дочери покойного, Мэри Норт (14793-1841), Сьюзан Норт (1797—1884) и Джорджиана Норт (1798—1835).
11 сентября 1841 года баронский титул получила Сьюзан Норт, 10-я баронесса Норт (1797—1884), вторая дочь умершего Джорджа Норта, 3-го графа Гилфорда и 9-го барона Норта. Она была женой полковника и депутата парламента Джона Норта (1804—1894). С рождения он получил имя Джон Дойл, но в 1838 году взял фамилию жены — Норт. Ей наследовал её сын, Уильям Генри Джон Норт, 11-й барон Норт (1836—1932). Ему наследовал его сын, Уильям Фредерик Джон Норт, 12-й барон Норт (1860—1938). Его сменил внук, Джон Дадли Норт, 13-й барон Норт (1917—1941), сын Дадли Уильяма Джона Норта. Лорд Норт погиб во время Второй мировой войны, служа на корабле HMS Neptune. После его гибели баронский титул оказался в состоянии бездействия. На него стали претендовать сестры последнего, Дороти Энн Грэм (1915—2011) и Сьюзан Сайленс Бошам (1920—1999).

## Бароны Норт (1554)
- 1554—1564: Эдвард Норт, 1-й барон Норт (ок. 1496 — 31 декабря 1564), единственный сын лондонского торговца, сэра Роджера Норта (ок. 1448—1509)
- 1564—1600: Роджер Норт, 2-й барон Норт (27 февраля 1530 — 3 декабря 1600), старший сын предыдущего
  - Достопочтенный сэр Джон Норт (ум. 5 июня 1597), старший сын предыдущего
- 1600—1666: Дадли Норт, 3-й барон Норт (18 сентября 1581 — 16 января 1666), сын предыдущего
- 1666—1677: Дадли Норт, 4-й барон Норт (1 ноября 1602 — 24 июня 1677), старший сын предыдущего
- 1677—1691: Чарльз Норт, 5-й барон Норт, 1-й барон Грей (1 октября 1636 — январь 1691), старший сын предыдущего
- 1691—1734: Уильям Норт, 6-й барон Норт, 2-й барон Грей (также граф Норт в якобитском пэрстве) (22 декабря 1673 — 31 октября 1734), сын предыдущего
- 1734—1790: Фрэнсис Норт, 1-й граф Гилфорд, 7-й барон Норт (13 апреля 1704 — 4 августа 1790), сын Фрэнсиса Норта, 2-го барона Гилфорда (1673—1729), внук Фрэнсиса Норта, 1-го барона Гилфорда (1637—1685), правнук Дадли Норта, 4-го барона Норта
- 1790—1792: Фредерик Норт, 2-й граф Гилфорд, 8-й барон Норт (13 апреля 1732 — 5 августа 1792), сын предыдущего от первого брака
- 1792—1802: Джордж Норт, 3-й граф Гилфорд, 9-й барон Норт (11 сентября 1757 — 20 апреля 1802), старший сын предыдущего
- 1841—1884: Сьюзан Норт, 10-я баронесса Норт (6 февраля 1797 — 5 марта 1884), старшая дочь предыдущего от второго брака
- 1884—1932: Уильям Норт, 11-й барон Норт (5 октября 1836 — 8 апреля 1932), единственный сын предыдущей и полковника достопочтенного Джона Норта (1804—1894)
- 1932—1938: Уильям Норт, 12-й барон Норт (13 октября 1860 — 10 декабря 1938), единственный сын предыдущего
- 1938—1941: Джон Норт, 13-й барон Норт (7 июня 1917 — 19 декабря 1941), единственный сын Дадли Уильяма Джона Норта (1891—1936), внук предыдущего.